# Plankton: The Movie
Plankton: The Movie (bra: Plankton: O Filme; prt: Plâncton: O Filme) é uma comédia musical animada norte-americana de 2025, baseada na série de televisão Bob Esponja Calça Quadrada, criada por Stephen Hillenburg. O filme é dirigido por Dave Needham e escrito por Kaz, Chris Viscardi e Mr. Lawrence, a partir de uma história de Lawrence. O elenco conta com Lawrence, voz de Plankton, além do restante do elenco regular da série. A trama acompanha Plankton, cujo plano de dominação mundial é interrompido quando sua esposa-computador, Karen, decide assumir o controle. Este é o segundo filme derivado focado em personagens de Bob Esponja, sucedendo A Missão de Sandy Bochechas, lançado em 2024.
Originalmente, Lawrence concebeu o projeto como um especial de meia hora, mas ele acabou sendo desenvolvido como um longa-metragem. Em março de 2020, a ViacomCBS anunciou a produção de filmes derivados de Bob Esponja para streaming. Em junho de 2024, foi confirmado um filme derivado centrado no personagem Plankton, com sua equipe criativa definida. Mahuia Bridgman-Cooper compôs a trilha sonora, enquanto Bret McKenzie, Linda Perry, Mark Mothersbaugh e Bob Mothersbaugh escreveram as canções originais.
Antes de seu lançamento oficial, o filme foi vazado na íntegra em agosto de 2024, por meio de um vídeo publicado no Twitter. Plankton: O Filme foi lançado oficialmente na Netflix em 7 de março de 2025 e recebeu críticas geralmente positivas.

## Enredo
Plankton, mais uma vez, tenta roubar sem sucesso a fórmula secreta do Hambúrguer de Siri. Ao retornar para o Balde de Lixo, ele se surpreende ao descobrir que sua esposa-computador, Karen, transformou o restaurante em um próspero estabelecimento temático mexicano, agora repleto de clientes. Irritado por não considerar a mudança suficientemente maléfica, ele incendeia o local. Cansada de nunca ser ouvida, Karen remove seu chip de empatia, assume uma forma mecânica gigante e começa a usar ímãs para construir uma enorme fortaleza flutuante e tomar o controle do mundo.
Preocupado, Plankton pede ajuda a Bob Esponja, que usa um equipamento de hipnose para ajudá-lo a enxergar a situação sob a perspectiva de Karen. Através disso, descobrimos que Karen originalmente era uma calculadora conectada a uma batata em uma placa de Petri, criada por Plankton durante sua infância. Mais tarde, ele a aprimorou para sua forma atual na Universidade Estadual da Fenda do Biquíni, onde juntos construíram um raio congelante como parte de seu plano de dominação mundial. No entanto, sua primeira tentativa foi frustrada por uma criança humana na praia, que os jogou de volta ao oceano. É revelado que Plankton ouviu o Sr. Siriguejo, em tom de brincadeira, dizer que a fórmula secreta do Hambúrguer de Siri era o segredo para conquistar o mundo, o que levou Plankton a dedicar sua vida a roubá-la.
Determinado a deter Karen, Plankton e Bob Esponja vão até a universidade e encontram as peças originais do corpo de Karen. Plankton tenta construir um novo robô para derrotá-la, mas Karen simplesmente assimila a máquina em sua estrutura. Irritado com a falta de responsabilidade de Plankton, Bob Esponja o leva até as Amigas: Sandy, Pérola e Sra. Puff, que instalam o chip de empatia de Karen no cérebro dele. Isso faz com que Plankton tenha uma epifania e, juntos, os cinco se infiltram na nave de Karen.
Karen desconecta suas cópias robóticas para lutar contra as Amigas, enquanto Plankton tenta se reconciliar com ela. Enquanto isso, Bob Esponja e Patrick chegam à sala dos motores, movidos a batatas, e cozinham todas elas para interromper o abastecimento da nave. Karen tenta desviar a atenção de Plankton entregando-lhe a fórmula secreta do Hambúrguer de Siri, mas ele afirma que Karen sempre foi a verdadeira "fórmula secreta". Os dois então voltam a trabalhar juntos para dominar o mundo. No entanto, Patrick come todas as batatas do motor, fazendo com que a nave colapse e a Fenda do Biquíni seja restaurada ao normal. Quando a multidão se prepara para atacar Plankton e Karen, Bob Esponja intervém, dizendo que ele é "um romântico incurável", o que faz todos concordarem e celebrarem.

## Elenco
- Tom Kenny como Bob Esponja Calça Quadrada e Gary
- Bill Fagerbakke como Patrick Estrela
- Rodger Bumpass como Lula Molusco
- Carolyn Lawrence como Sandy
- Clancy Brown como Seu Sirigueijo
- Mr. Lawrence como Plankton
- Jill Talley como Karen
- Mary Jo Catlett como Senhora Puff
- Lori Alan como Pérola

## Produção
Em março de 2020, Robert Bakish, CEO da ViacomCBS, anunciou que seriam produzidos dois filmes spin-off de Bob Esponja para a Netflix.
Em junho de 2024, um filme estrelado pelo personagem Plankton foi anunciado, intitulado Plankton: The Movie, com Dave Needham como diretor e o roteiro escrito por Mr. Lawrence, Kaz e Chris Viscardi, e o elenco da série reprisando seus papeis.

## Música
A trilha sonora do filme foi composta por Mahuia Bridgman-Cooper, com músicas compostas por Bret McKenzie, Linda Perry, Bob Mothersbaugh e Mark Mothersbaugh.

## Lançamento
Plankton: The Movie foi lançado em 7 de março de 2025, pela Netflix.